# Mare de Tabalak
Die Mare de Tabalak ist ein See in der Gemeinde Tabalak in Zentral-Niger.

## Geographie

Mare de Tabalak (Winter 1990/1991)

Die Mare de Tabalak liegt beim Dorf Tabalak, dem Hauptort der gleichnamigen Landgemeinde, die zum Departement Abalak in der Region Tahoua gehört. Der See befindet sich auf 270 Metern Höhe am Übergang der Sahelzone im Süden zur Wüste Sahara im Norden. Südlich und südwestlich der Mare de Tabalak erhebt sich die Hochebene Ader Doutchi in der Landschaft Ader, während nördlich und nordöstlich die Sanddünen der Landschaft Tadrès beginnen.
Die ständige Wasserfläche erstreckt sich über 700 Hektar, bei einer mehr als zehnmal so großen Überschwemmungszone. Der See hat eine Länge von 12 bis 15 Kilometern und eine durchschnittliche Tiefe von drei Metern. Das Trockental Tadiss, ein Nebental des zum Niger verlaufenden Dallol Maouri mit Ursprung bei der Geländestufe Tiguidit am Südrand des Hochgebirges Aïr, ist ein Zubringer und Abfluss der Mare de Tabalak. Weitere Zuflüsse sind die Trockentäler Ibaga und Kori de Marké. Letzteres hat seinen Ursprung am Hügel Marké. Das Einzugsgebiet der Mare de Tabalak ist 109.141 Hektar groß und umfasst Teile der Gemeinden Tabalak, Kalfou und Keita.
Der See entstand in den 1970er Jahren infolge eines Dammbruchs am Trockental Ibaga anstelle eines dicht bewaldeten Sumpfgebiets. Auf ähnliche Weisen bildeten sich in den 1970er Jahren weitere Seen in Niger: die Mare d’Akadané und die Mare de Dan Doutchi. Im Jahr 1996 trocknete die Mare de Tabalak wegen niedrigen Niederschlägen im Vorjahr zwischenzeitlich völlig aus.

## Besiedlung
Rund um den See befinden sich mehrere Siedlungen. Am Westufer nördlich des Dorfs Tabalak liegen die Weiler Centre Peule, Chilélène, Ichirifan und Manatéré, am Ostufer – von Norden nach Süden – das Dorf Tsaouna, die Weiler Saouna Chininilla und Agargar sowie das Dorf Faché. Südlich der Mare de Tabalak folgen das Dorf Kéhéhé und der Weiler Zongon Boukara. Bei der Volkszählung 2012 hatte Tabalak, das bevölkerungsmäßig größte Dorf, 7167 Einwohner, während alle genannten Siedlungen zusammen 18.137 Einwohner aufwiesen. Das Dorf Tabalak entstand dabei in seiner jetzigen Form erst durch die Herausbildung des Sees in den 1970er Jahren, als es Zuwanderer aus den umliegenden Gegenden sowie aus Birni-N’Konni und Nigeria anzog. Entlang des Sees verläuft die wichtige Fernstraße N25, die zwischen 1976 und 1980 befestigt wurde. Die bei der Mare de Tabalak ansässige Bevölkerung gehört überwiegend den Volksgruppen der Tuareg und Hausa an.

## Ökologie
In der Mare der Tabalak wurden mit Erfolg Fische ausgesetzt, anfangs der Afrikanische Raubwels, später kamen der Nilbarsch und Oreochromis niloticus hinzu. Im Wasser leben außerdem Krebse, Kröten und Frösche. Von besonderer Bedeutung ist die Vogelwelt am See. Alljährlich werden viele Tausende Zugvögel angezogen. Kronenkraniche beispielsweise sind in anderen Gegenden Nigers nur selten anzutreffen.
In den Überschwemmungszonen des Sees gibt es einen für das wüstenartige Umland ungewöhnlich dichten Pflanzenbewuchs. Von Bedeutung sind dabei vor allem Bepflanzungen mit Gehölzen wie dem Roten Eukalyptus, Prosopis juliflora, Gummiarabikumbäumen und Niembäumen. Zu den zahlreichen grasähnlichen Pflanzenarten zählen unter anderem Cenchrus biflorus, Schwarzer Nachtschatten und Typha australis sowie mehrere Aristida-, Brachiaria- und Hühnerhirsen-Arten.
Das Feuchtgebiet der Mare de Tabalak steht nach der Ramsar-Konvention unter Schutz. Die Unterschutzstellung des 107.100 Hektar großen Gebiets erfolgte am 16. September 2005.

## Wirtschaftliche Bedeutung

Vieh an der Mare de Tabalak (Winter 1990/1991)

Die Mare de Tabalak prägt das Wirtschaftsleben der ansässigen Bevölkerung, die großteils von der Landwirtschaft und der Fischerei lebt. Die Böden der Überschwemmungszonen bieten gute Voraussetzungen für den Anbau von Augenbohnen, Maniok, Sorghum, Süßkartoffeln und Zwiebeln sowie für den Obstbau. Sie dienen darüber hinaus als Weideland und der Gewinnung von Bau- und Brennholz. Der Ertrag aus der Fischerei beträgt alljährlich zwischen 100 und 300 Tonnen. Damit zählt die Mare de Tabalak neben der Mare d’Ossolo und dem Stausee bei der Téra-Talsperre zu den wichtigsten für die Fischerei genutzten stehenden Gewässern in Niger. Das Wasser aus dem See wird auch als Trinkwasser und für Haushaltsarbeiten verwendet.
Die Nutzung des Sees geschieht in organisierter Form: einerseits mittels der Autorität der traditionellen Herrscher (chefs traditionnels), denen die Verwaltung der natürlichen Ressourcen obliegt, andererseits durch verschiedene Zusammenschlüsse wie einer Fischfang-Kooperative, einem Ackerbau-Komitee, einem Fischhandel-Verband und einer Frauengruppe.